# Bata Illic
Bata Illic (en serbo-croate : Бата Илић/Bata Ilić; né le 30 septembre 1939 à Belgrade, Royaume de Yougoslavie) est un chanteur de schlager.

## Biographie
Il est le fils d'un directeur financier. Il étudie la philologie, l'anglais et l'italien, puis devient professeur durant deux ans. Pendant ses études, il fait la connaissance du musicien Andreas Triphan avec qui il forme un groupe dans lequel il joue de la batterie. Andreas Triphan part à Lille, Illic ne le suit que quelques mois. Ils se séparent en 1961.
En 1963, Illic créé son propre groupe avec lequel il joue dans un club américain à Bad Kissingen. Suivent d'autres contrats à Bad Hersfeld, Nordstemmen, Fulda ou Berlin. En mai 1966, Illic et Triphan se retrouvent par hasard lors d'un petit festival de musique à Berne. Ils font quelques apparitions ensemble durant l'été, mais ne vont pas plus loin.
En 1967, Illic enregistre son premier disque. Ses premiers succès, Mit verbundenen Augen et Schuhe, so schwer wie ein Stein, arrivent l'année suivante. En 1972, il obtient son plus grand succès avec le titre Michaela. La chanson Solange ich lebe est dans la bande originale du film Blau blüht der Enzian (de) l'année suivante. Dans les années 1980, son activité se réduit.
Dans les années 1990, il tente un retour. Il se produit à la radio et à la télévision, de préférence avec des adaptations allemandes de chansons d'Aznavour, Adriano Celentano ou Burt Bacharach. Mais on préfère ses anciens succès. En 2008, il est candidat dans la version allemande de I'm a Celebrity... Get Me Out of Here! où il finit troisième derrière Ross Antony (de) et Michaela Schaffrath. Par la suite, il sort un album dont le premier titre, Wie ein Liebeslied, est un duo avec Eike Immel qui atteint la vingtième place des meilleures ventes.

## Discographie

### Singles
- Mit verbundenen Augen (1968)
- Die Liebe kommt am Abend (1969)
- Schließ deine Augen und schau in mein Herz (1969)
- Schuhe so schwer wie Stein (1969)
- Wo Liebe ist, da ist auch ein Weg (1970)
- Candida (1970)
- Judy, I love you (1971)
- Ein Herz steht nie still (1971)
- Mädchen, wenn du einsam bist (1972)
- Michaela (1972)
- Solange ich lebe (1972)
- Hey, little Girl (1973)
- So war ich noch nie verliebt (1973)
- Schwarze Madonna (1973)
- Komm auf das Schiff meiner Träume (1973)
- Auf der Straße der Sehnsucht (1974)
- Ein Souvenir von Marie-Antoinette (1974)
- Du bist eine unter vielen (1975)
- Ich hab noch Sand in den Schuhen aus Hawaii (1975)
- Mädchen mit den traurigen Augen (1976)
- Donna Carmela Gonzales (1976)
- Ich möcht' der Knopf an deiner Bluse sein (1976)
- Mit meiner Balalaika war ich der König auf Jamaika (1977)
- Hey Girl, blondes Mädchen (1977)
- Amor, Amor, Amor (1978)
- Oh Kleopatra (1979)
- Abenteuer mit Fräulein Obermeier (1980)
- Malinconia (1982)
- Wo weiße Rosen blüh'n (1992)
- Bitte, melde Dich (1997)
- Hit Mix '98 (1998)
- Das Finanzamt ist pleite (2000)
- Nicht für immer (aber ewig) (2002)
- Bella Isola (2003)
- Wenn Du lachst (2003)
- Nach jedem Abschied (2004)
- Was im Herzen ist (2004)
- Manchmal (...wär ich gern noch mal klein) (2005)
- Ich hab' noch Sand in den Schuhen von Hawaii (2006)
- Wie ein Liebeslied (2007)
- Du bist mein schönstes Gefühl (2007)
- Tschewaptschitschi (2008)
- La Belle Epoque (2008)
- Wie ein Liebeslied (Duo avec Eike Immel) (2008)
- Sommer und du (2008)
- Isola bella (2011)
- Selbst ein Clown hat seine Tränen (2013)

### Albums
- Die Welt ist voller Liebe (1968)
- Stimme der Sehnsucht (1971)
- Mädchen wenn Du einsam bist (1972)
- Solang ich lebe (1973)
- Schwarze Madonna (1974)
- Slawische Träume (1975)
- Ich hab noch Sand in den Schuhen aus Hawaii (1975)
- Mit den Augen der Liebe (1976)
- Bata Illic singt große Welterfolge (1977)
- Bata Illic (1977)
- Nur ein bißchen Zärtlichkeit (1987)
- Glückliche Stunden (1988)
- Ein bißchen Liebe (1990)
- Herzgeschichten (2008)
- Wie ein Liebeslied (2008)
- Ich möcht' der Knopf an Deiner Bluse sein - Das Beste vom Besten (2008, Best Of)
- Wo die Sonne nie untergeht (2011)